# Mullet (kiểu tóc)

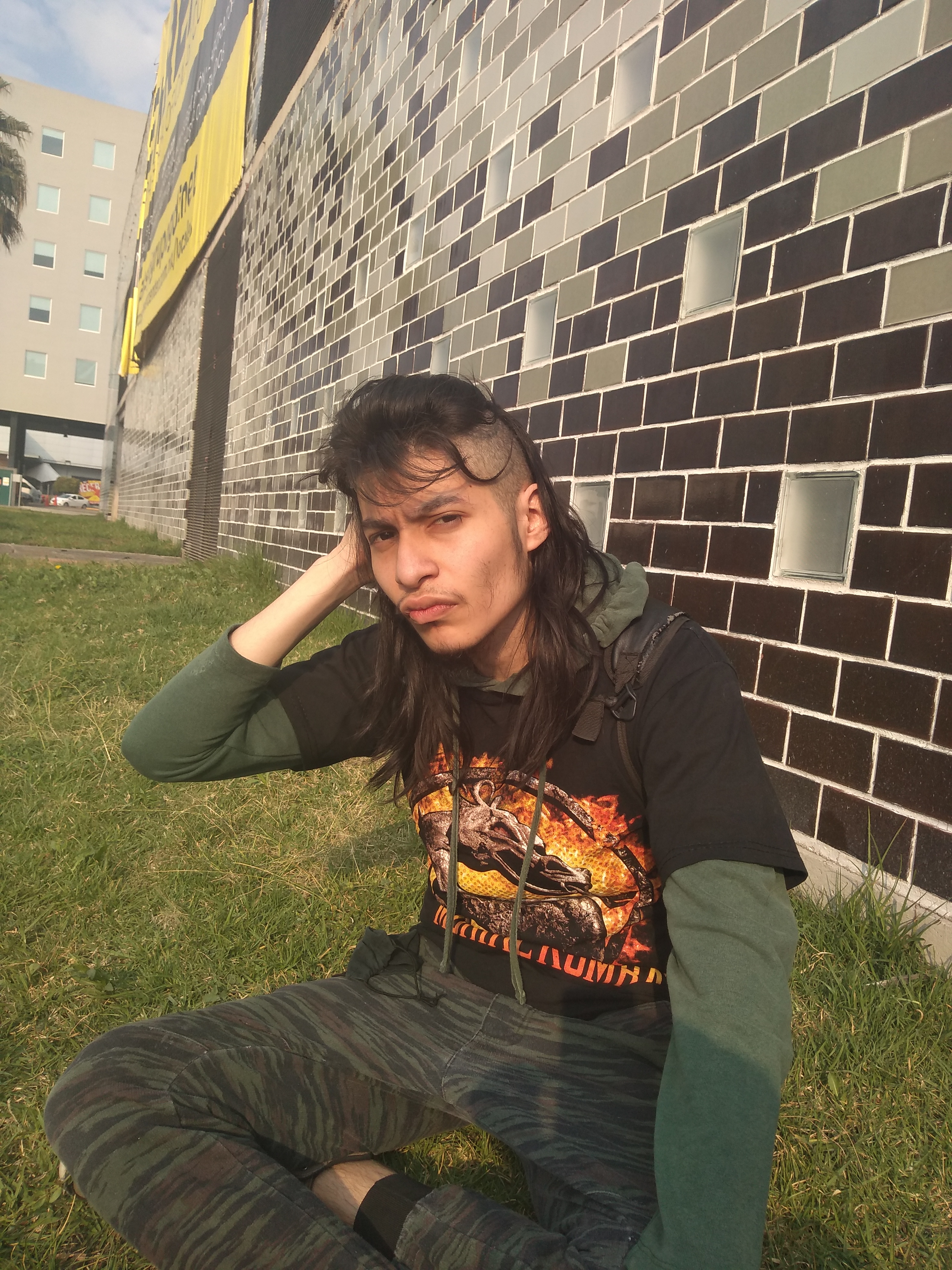
Như đã thấy ở đây, kiểu tóc này thường được thực hiện bằng cách cạo hai bên đầu nhưng để dài phần tóc phía trước và phía sau

Mullet là kiểu tóc với phần tóc trước và hai bên tai ngắn, trong khi phần tóc phía sau để dài.

## Từ nguyên
Theo từ điển tiếng Anh Oxford, từ mullet "được nhóm nhạc hip hop người Mỹ Beastie Boys phổ biến", khi nhóm phát hành ca khúc "Mullet Head".